# پاتریک فانک
پاتریک فانک (انگلیسی: Patrick Funk؛ زادهٔ ۱۱ فوریهٔ ۱۹۹۰) بازیکن فوتبال اهل آلمان است که در پست هافبک بازی می‌کند.
از باشگاه‌هایی که در آن بازی کرده‌است می‌توان به باشگاه فوتبال سن پائولی، باشگاه فوتبال اشتوتگارت، و باشگاه فوتبال وهن ویسبادن اشاره کرد.
وی همچنین در تیم‌های ملی فوتبال جوانان آلمان، و جوانان آلمان، و جوانان آلمان، و جوانان آلمان، و زیر ۲۱ سال آلمان بازی کرده‌است.